# Germán Gedovius
Germán Gedovius né le 1er mai 1867 à Mexico et mort le 16 mars 1937 dans la même ville, est un peintre mexicain.

## Biographie
Germán Gedovius naît le 1er mai 1867 à Mexico. Son père est allemand et sa mère mexicaine. Lorsqu'il n'a quelques mois, sa famille déménage à San Luis Potosí.
À l'âge de seize ans, il est envoyé à Mexico à l'Académie San Carlos, où il est l'élève de José Salomé Pina et de Rafael Flores.
Il arrive en Allemagne à l'âge de 17 ans pour faire corriger sa surdité congénitale et obtenir un diplôme artistique.
Il étudie à l'Académie des beaux-arts de Munich de 1884 à 1892,. Le maître Johann Caspar Herterich (en) le perfectionne dans le dessin d'après nature et Wilhelm von Diez l'initie à la technique de la couleur.
Il explore le potentiel allégorique du symbolisme.
Germán Gedovius meurt le 16 mars 1937 dans sa ville natale.